# Mônaco nos Jogos Olímpicos de Verão de 1992
Mônaco competiu nos Jogos Olímpicos de Verão de 1992 em Barcelona, Espanha.